# 쌈지 사운드 페스티벌
쌈지 사운드 페스티벌은 대한민국의 음악 축제이다. 줄여서 〈쌈싸페〉라고 불리기도 한다.

## 개요
- 의류기업 쌈지의 문화사업 지원의 일환으로 시작되었다.
- 1999년에 1회가 개최되고, 2008년에 10주년을 맞이하였다.
- 출연진들을 〈숨은고수 (신인들)〉, 〈무림고수 (현재 활동 중인 음악가들)〉, 〈물 건너온 고수 (해외 음악가들)〉로 구분한다.

## 연혁
- 쌈지 사운드 페스티벌 제1탄 : 1999년 10월 23일, 연세대학교 노천극장
- 쌈지 사운드 페스티벌 제2탄 : 2000년 10월 7일, 연세대학교 노천극장
- 쌈지 사운드 페스티벌 제3탄 : 2001년 10월 6일, 연세대학교 노천극장
- 쌈지 사운드 페스티벌 제4탄 : 2002년 10월 5일, 성균관대학교 대운동장
- 쌈지 사운드 페스티벌 제5탄 착하게 살자[1] : 2003년 10월 3일, 이화여자대학교 대운동장
- 쌈지 사운드 페스티벌 제6탄 죽도록 사랑하자 : 2004년 10월 2일, 성균관대학교 대운동장 금잔디광장
- dosirak&쌈지 사운드 페스티벌 제7탄 생긴대로 살자 : 2005년 10월 2일, 한양대학교 종합운동장 노천극장
- 앤(&)쌈지 사운드 페스티벌 제8탄 웃으면 복이와요 : 2006년 9월 30일, 올림픽공원 88잔디마당
- 앤(&)쌈지 사운드 페스티벌 제9탄 고맙습니다 : 2007년 9월 29일, 한강시민공원 난지지구 잔디마당
- 쌈지 사운드 페스티벌 제10탄 메이드 인 코리아 : 2008년 10월 3일, 올림픽공원 88잔디마당
- 젠트라X 쌈지 사운드 페스티벌 제11탄[2] 나는 오늘 좀 달려야겠다 : 2009년 10월 10일, 임진각 평화누리공원
- 쌈지 사운드 페스티벌 제12탄[3] 숨고르기 : 2010년 10월 8일, V-hall
- 제13탄 쌈지오가닉사운드페스티벌[4] 농부로부터 : 2011년 10월 2일, 남양주 체육문화센터
- 제14회 쌈지 사운드 페스티벌 맛있게 먹겠습니다! : 2012년 10월 6일, 난지 한강공원 젊음의 광장
- 제15회 쌈지 사운드 페스티벌 우리나라 좋은나라 : 2013년 10월 3일, 남양주 체육문화센터 잔디 축구장
- 제16회 쌈[5] 다정하게 : 2023년 10월 8일, 파주 아시아출판문화정보센터

## 출연진
| 1999년 | 숨은고수                                                                                        | 무림고수 | -                                                                    | 깜짝게스트 |
| ------ | ----------------------------------------------------------------------------------------------- | --- | -------------------------------------------------------------------- | --- |
| 1999년 | - 넬 - 네이키드 - 리버사이드블랙독 - 아이리쉬 - 아일린 - 인디안썸머 - 코어매거진 - 해머         | - 닥터코어 911 - 델리 스파이스 - 어어부 프로젝트 - 원더버드 - 정키 - 크라잉넛 - 힙포켓 |                                                                      | - 허니 패밀리 |
| 2000년 | 숨은고수                                                                                        | 무림고수 | 특별한 처음                                                          | 깜짝게스트 |
| 2000년 | - 더링 - 디이어 - 스웨터 - 스타벅스 - 어퍼 - 위시 - 퍼니파우더 - 피아 - 라씨                    | - 코스모스 - 코코어 - 레이니썬 - 델리 스파이스 - 롤러코스터 - 레이지본 - 쟈니로얄 - 디아블로 - 노브레인 - 닥터코어 911 | - 어어부 프로젝트 - MP힙합 - 윤도현밴드                              | - 이승환 |
| 2001년 | 숨은고수                                                                                        | 무림고수 | 물 건너온 고수                                                       | - |
| 2001년 | - 데디엔드 - 뜨거운 감자 - 레이어드선탠 - 매드프렛 - 슈가 도넛 - 워터메론 - 타부 - 프레디하우스 | - 불독맨션 - 허클베리 핀 - 황보령밴드 - 레이지본 - 허벅지밴드 - 공명 - 어어부 프로젝트 - 이상은 - 언니네이발관 - 피아 - 노브레인 - 크라잉넛 | - 스네일램프 (일본) - 영펀치 (일본) - 로리타NO.18 (일본)             | |
| 2002년 | 숨은고수                                                                                        | 무림고수 | -                                                                    | 깜짝게스트 |
| 2002년 | - 게토밤즈 - 네스티요나 - 다방 - 뷰렛 - 스키조 - 음프로젝트 - 졸리브라더스밴드 - 허키클럽       | - 3호선버터플라이 - 노브레인 - 삼청교육대 - 슈가 도넛 - 쟈니로얄 - 어어부 프로젝트 - 코코어 - 크래쉬 - 닥터코어 911 - 롤러코스터 - 자우림 - 신해철밴드 |                                                                      | - 레이지본 - 싸이 |
| 2003년 | 숨은고수                                                                                        | 무림고수 | 물 건너온 고수                                                       | 깜짝게스트 |
| 2003년 | - The C.O.M - 럼블피쉬 - 슬롭맨 - 언루트 - 클라우드쿠쿠랜드 - 훌리건                            | - 슈가 도넛 - 락타이거즈 - 넬 - 피아 - 러브홀릭 - 델리 스파이스 - 코코어 - 껌엑스 - 스키조 - 리쌍 - 크래쉬 - 포츈쿠키 - 한대수 | - 13Round (일본) - Co-Ganism Orchestra (일본) - weekend sesh (미국)  | - 백지영 |
| 2004년 | 숨은고수                                                                                        | 무림고수 | 물 건너온 고수                                                       | 깜짝놀랄파란고수들 |
| 2004년 | - 리페어샵 - 바닐라유니티 - 밴드해령 - 할로우 잰 - 헤드트립                                     | - 게토밤즈 - 내 귀에 도청장치 - 네스티요나 - 레이지본 - 마이앤트메리 - 바스코+maximum crew - 불독맨션 - 스키조 - 슈가 도넛 - 시데리끄 - 언니네이발관 - 이상은 - 이승환 - 인순이 - 자우림 - 조PD - 주석 - 포츈쿠키 - 피아 - 코코어 - 허클베리 핀                                                                      | - Tokyo Shock Boys (일본) - Polysics (일본) - SKA☆ROCKETS (일본)     | - JK 김동욱 - 김진표 - 크래쉬                                                                                              |
| 2005년 | 숨은고수                                                                                        | 무림고수 | 물 건너온 고수                                                       | 깜짝게스트 |
| 2005년 | - 그림자궁전 - 더소울엔진 - 드라이브샤워 - 몽니 - 슈퍼 키드                                     | - 게토밤즈 - 김창완 - 넬 - 노브레인 - 델리 스파이스 - 락타이거즈 - 럭스 - 럼블피쉬 - 바세린 - 비바소울 - 사혼 - 서울전자음악단 - 슈가 도넛 - 스핏파이어 - 어어부 프로젝트 - 언니네이발관 - 오! 부라더스 - 윈디 시티 - 인피니티플로우 - 자우림 - 장필순 - 전제덕 - 주석 - 캐스커 - 크라잉넛 - 피아                    | - 코코뱃                                                             | - 싸이 |
| 2006년 | 숨은고수                                                                                        | 무림고수 | 물 건너온 고수                                                       | 깜짝게스트 |
| 2006년 | - 골든팝스 - 로로스 - 스타보우 - 칵크래셔 - 쿨에이지                                            | - 김장훈과 리틀윙 - 넬 - 노브레인 - 다이나믹 듀오 - 달빛요정역전만루홈런 - 레이지본 - 바닐라유니티 - 뷰렛 - 슈가도넛 - 스키조 - 심수봉 - 에픽하이 - YB - 이상은 - 이지형 - 코코어 - 트랜스픽션 - 포츈쿠키 - 프라나 - 피아 - 하찌와 TJ - B-boy맥시멈크루 - 모닝 오브 오울                                             | - 엘르가든 - 니코틴 - 에메랄즈                                       | - 현진영 |
| 2007년 | 숨은고수                                                                                        | 무림고수 | 물 건너온 고수                                                       | 깜짝게스트 |
| 2007년 | - 케이케이 - 나인씬 - 국카스텐 - 플라스틱데이 - 미내리 - 안녕바다                               | - 넬 - 노브레인 - 다이나믹 듀오 - 닥터코어 911 - 드렁큰타이거 - 못 - 몽구스 - 바세린 - 바스코+B-Boy All Mighty - 보이 - 봄여름가을겨울 - 슈가 도넛 - 슈퍼 키드 - 스트라이커스 - 언니네이발관 - 오메가3 - 윈디 시티 - 이상은 - 이승환 - 장사익 - 크라잉넛 - 크래쉬 - 피아 - 포츈쿠키 - 할로우 잰                      | - 누드보이스 - Yama Arashi - 토와 테이 - Yann Destal - Johnny Fiasco | - 빅뱅 |
| 2008년 | 숨은고수                                                                                        | 무림고수 | 물 건너온 고수                                                       | 역대숨은고수총출동 |
| 2008년 | - 99 앵거 - 마제 - 장기하와 얼굴들 - 프렌지 - 고고스타                                          | - 갤럭시 익스프레스 - 껌엑스 - 구남과여라이딩스텔라 - 김범수+다이나믹 듀오 - 김창완 밴드 - 노브레인 - 백현진 - 세렝게티 - 심수봉 - 언니네이발관 - 오! 부라더스+딴따라땐스홀 - 유앤미블루 - 크라잉넛 - 페퍼톤스 - 황보령=SmackSoft - 황신혜밴드 - wHOOL - ZY - 김덕수+한울림연희단 - DJ처리A.K.A 신철 - VJ Opacity101 | - 후미도                                                             | - 골든팝스 - 국카스텐 - 네스티요나 - 로로스 - 바닐라 유니티 - 슈가 도넛 - 슈퍼 키드 - 스키조 - 안녕바다 - 피아 - 할로우 잰 |
| 2009년 | 숨은고수                                                                                        | 무림고수 | 물 건너온 고수                                                       | 깜짝게스트 |
| 2009년 | - 고고보이스 - 세븐마일비치 - 스윗리벤지 - 아미 - 아침                                          | - 구남과여라이딩스텔라 - 김창완 밴드 - 노브레인 - 럭스 - 로로스 - 문샤이너스 - 백두산 with 김구라 - 불나방스타쏘세지클럽 - 뷰렛 - 세렝게티 - 슈가 도넛 - 어어부 프로젝트 - 연필심지와양 - 윈디 시티 - 이상은 - 장기하와 얼굴들 - 크라잉넛 - 텔레파시 - 피아 - 하찌와 TJ - 레이니썬 - 언니네이발관 - 고고스타         | - 사카낙션 - 데이빗 최                                               | - 김동현 |
| 2010년 | 숨은고수                                                                                        | 무림고수 | -                                                                    | 깜짝게스트 |
| 2010년 | - 바이바이배드맨 - 노이지 - 글루미몽키즈 - 브릭슬리퍼 - 와그와크                                | - 언니네이발관 - 슈가 도넛 - 최은진과 하찌 악단 - 구남과여라이딩스텔라 - 고고스타 - 피아 |                                                                      | - 이승환 |
| 2011년 | 숨은고수                                                                                        | 무림고수 | 물 건너온 고수                                                       | 깜짝게스트 |
| 2011년 | - 포브라더스 - 피콕그린 - 판타스틱 드럭스토어 - 블랙백 - 24아워즈                               | - 고고스타 - 구남과여라이딩스텔라 - 갤럭시 익스프레스 - 밤섬해적단 - 윈디 시티 - 장기하와 얼굴들 - 밤섬해적단 - 동물원 - 소란 - 홍순관 + 훌(wHool) - 옐로우 몬스터즈 - 슈가 도넛 - 리쌍 - 한영애 - 야마가타 트윅스터+야마가타걸스앤보이스 - 칵스                                                                     | - Te'                                                                | - 김장훈 |
| 2012년 | 숨은고수                                                                                        | 무림고수 | -                                                                    | 깜짝게스트 |
| 2012년 | - 락앤롤라디오 - 리터 - ECE - 향니 - 후후                                                       | - 13스텝스 - 3호선버터플라이 - 가을방학 - 고고스타 - 김완선 - 들국화 - DJ DOC - 럭스 - 무키무키만만수 - 문샤이너스 - 옐로우 몬스터즈 - 이스턴 사이드 킥 - 크래쉬 - 한영애 - The Quiett+Dok2+Beenzino |                                                                      | - 이박사 |
| 2013년 | 숨은고수                                                                                        | 무림고수 | -                                                                    | 깜짝게스트 |
| 2013년 | - 달마선생 - 신현희와김루트 - 우주아가씨 - 청년들 - 플라타너스                                  | - 구남과여라이딩스텔라 - 럭스 - 백현진 - 야마가타 트윅스터 - 오! 부라더스 - 언니네이발관 - 위댄스 - 이상은 - 정태춘+박은옥 - 크라잉넛 - 판타스틱 드럭스토어 - 훌+아시오 슬로뮤직 |                                                                      | - 페스티자 |
| 2023년 | 숨은고수                                                                                        | 무림고수 | 물건너온고수                                                         | 놀러온고수 |
| 2023년 | - 봉제인간 - WACK                                                                               | - 장기하 - 이날치 - 구남과여라이딩스텔라 - 야마가타 트윅스터 - 이디오테잎 | - HOME                                                               | - 앰비규어스댄스컴퍼니 - 어어부프로젝트}                                                                                   |

## 같이 보기
- 동두천 락 페스티벌